# Róbert Jež
Róbert Jež (* 10. Juli 1981 in Nitra, Slowakei) ist ein ehemaliger slowakischer Fußballspieler.

## Vereinskarriere
Róbert Jež wurde 1981 in Nitra geboren, wo er auch seine aktive Fußballkarriere beim FC Nitra begann. Beim FCN durchlief er die gesamte Jugendabteilung, bevor er in der Saison 1999/00 der Corgoň liga sein Debüt feiern konnte. Am Ende der Saison stieg er mit dem Klub in die Zweite Liga ab, Jež allerdings konnte seine Karriere in der höchsten tschechischen Spielklasse fortsetzen, da er bei Viktoria Pilsen einen Vertrag unterschrieb. Nach fünf Jahren in Pilsen mit einem kurzen Abstecher zum 1. FK Příbram, wohin er in der Saison 2004/05 ausgeliehen wurde, kam er zum mehrfachen slowakischen Titelträger der letzten Jahre, dem MŠK Žilina. Beim MSK konnte Jež seine ersten Titel in seiner Laufbahn gewinnen, den Meistertitel 2007 und 2010. Mit Žilina spielte der Mittelfeldspieler in seinem letzten Jahr dort auch in der Champions League gegen Olympique Marseille, Spartak Moskau und den FC Chelsea.
Nach fünf sehr erfolgreichen Jahren wechselte Jež im Wintertransferfenster 2010/11 für ein halbes Jahr zu Górnik Zabrze. Im Sommer 2011 unterzeichnete er einen Vertrag beim Ekstraklasa-Konkurrenten Polonia Warschau. Dort sollte er Adrian Mierzejewski ersetzen, dieser war in die Türkei zu Trabzonspor gewechselt. Jež konnte in den ersten Saisonspielen 2011/12 die Lücke seines Vorgängers allerdings noch nicht mit Zufriedenheit ausfüllen. Im Sommer 2012 wechselte er zum Ligakonkurrenten Zagłębie Lubin. Nach 40 Ligaspielen und vier Treffern für Lubin wechselte er im Winter 2014 zum Ligakonkurrenten Górnik Zabrze.

## Erfolge
- Slowakischer Meister: 2007, 2010
- Slowakischer Supercupsieger: 2007, 2010